# Kinderfernsehen

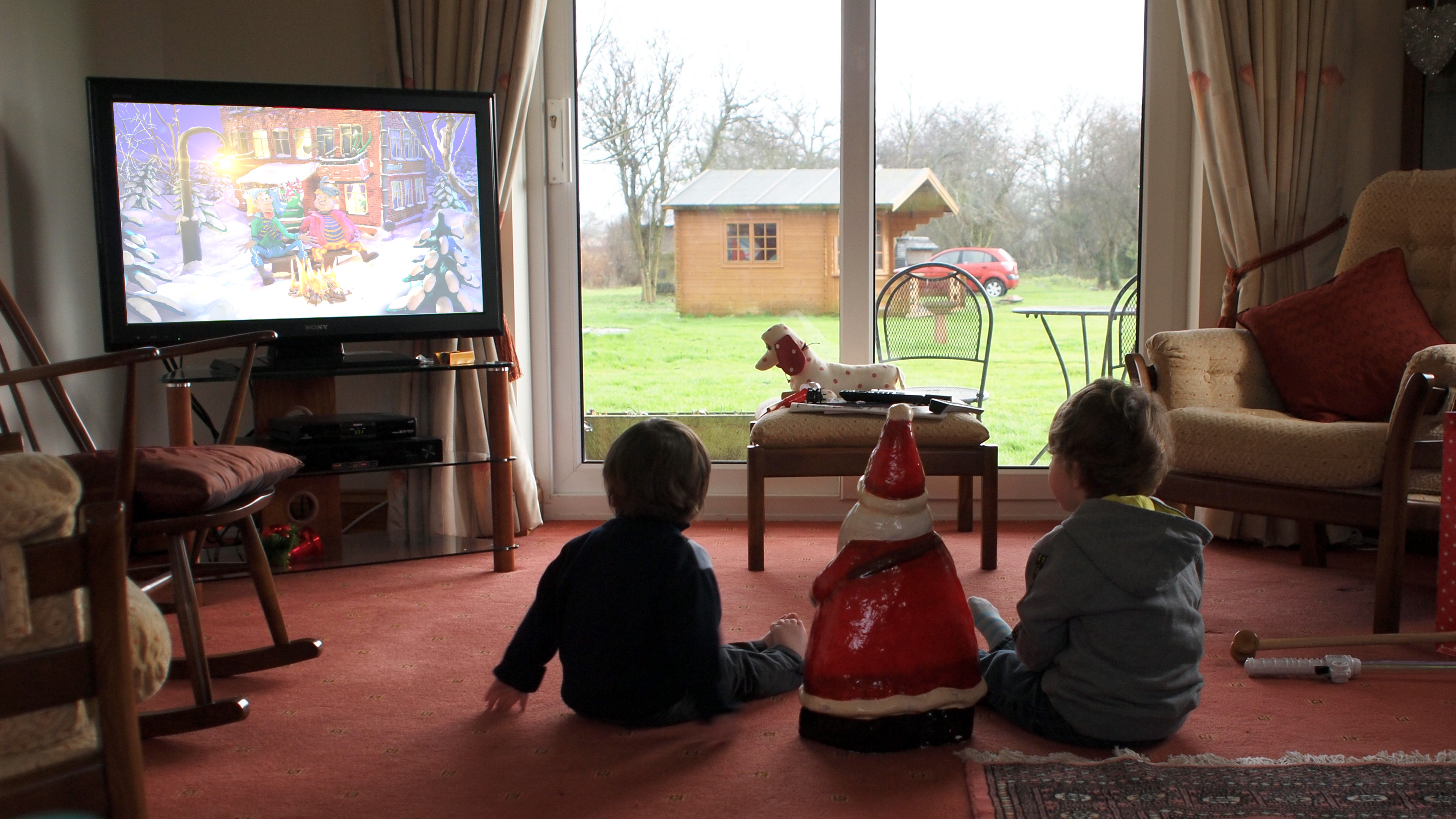
Kinder sehen fern

Kinderfernsehen ist Fernsehen, das speziell die Zielgruppe der Kinder anspricht. Dazu gehören sowohl Kinderserien und -filme, als auch pädagogische Kindersendungen für Vorschulkinder (Vorschulerziehungsprogramm). Es gibt auch spezielle Kinderfernsehsender.

## Geschichte des Kinderfernsehens in Deutschland
Schon 1953 gab es im Versuchsprogramm des DDR-Fernsehens am Sonntag von 16.00 bis 18.00 Uhr ein Programm für Kinder. In der DDR wurde, anders als im Westen, nicht ernsthaft diskutiert, Kindern das Fernsehen zu verbieten. Stattdessen sollte das Fernsehen insgesamt zu einem Massenmedium entwickelt werden und das Programm  für Kinder darin seinen Platz haben. So gab es unter anderem die Sendungen Unser Sandmännchen und Meister Nadelöhr.
Bereits mit Beginn der ersten Fernsehversuchsprogramme wurden auch in der Bundesrepublik Deutschland Sendungen für Kinder ins Programm integriert. Es gab etwa ab 1953 die Augsburger Puppenkiste zu sehen. Im gleichen Jahr wurden auch erste Zeichentrickfilme wie Kalif Storch und Spielfilme wie Das doppelte Lottchen gezeigt. 
Die 1970er Jahre entwickelten und brachten erstmals eine größere Vielfalt an regelmäßigen Kinderfernsehreihen heraus und versuchte sich an neuen Konzeptionen. So wurden die Spielschule (ab 1969) und in der Nachfolge Das feuerrote Spielmobil (1972–1981) vom BR für Das Erste, Die Sendung mit der Maus (seit 1971) vom WDR für das Erste, Rappelkiste (1973–1984) vom ZDF, Sesamstraße (seit 1973 im deutschen Fernsehen im Sendegebiet von NDR, Radio Bremen, SFB, WDR und hr in einer deutschadaptierten Fassung) und Kli-Kla-Klawitter (1974–1976) vom ZDF produziert und ausgestrahlt.
Seit Anfang der 1980er Jahre gab es beim ZDF Experimente mit Kindern in Nachrichtenstudios.  Gleichzeitig gab es mit dem Aufkommen der privaten Fernsehanbieter in den 1980er Jahren verstärkt Konkurrenz zwischen den einzelnen Sendern. Ab 1989 wurde die Kinder-Nachrichtensendung logo ausgestrahlt, eine circa 10-minütige Nachrichtensendung für 9- bis 13-jährige Kinder. Am 5. Juli 1995 ging der erste deutschsprachige Fernsehsender, der sich komplett an Kinder richtete, auf Sendung. (Genaueres zu den Kinderfernsehsendern siehe dort.)
Laut DWDL.de gilt das heutige Kinderfernsehen in Deutschland im internationalen Vergleich als konservativ.

## Fernsehkonsum von Kindern
In der 2012 herausgegebenen Broschüre „Geflimmer im Zimmer“ des Bundesministeriums für Familie, Senioren, Frauen und Jugend (BMFSFJ) werden Tipps zum Umgang mit kindlichem Fernsehkonsum für Familien aufgeführt. Informationen über das Fernsehverhalten von Kindern verdeutlichen, was problematisch sein kann und wie der Fernsehkonsum in Familien reguliert werden kann. Siehe auch: Die Initiative Schau hin!

## Forschung zum Fernsehkonsum von Kindern
Das Internationale Zentralinstitut für das Jugend- und Bildungsfernsehen (IZI) untersucht die Mediennutzung von Kindern und Jugendlichen. In der IZI-Datenbank kann nach Veröffentlichungen zu Themen rund um Kinder-, Jugend- und Bildungsfernsehen gesucht werden.